# Neserigone basarukini
Neserigone basarukini är en spindelart som beskrevs av Kirill Yeskov 1992. Neserigone basarukini ingår i släktet Neserigone och familjen täckvävarspindlar. Inga underarter finns listade i Catalogue of Life.